# Haraszthy Lajos (költő)
Haraszthy Lajos, teljes nevén Haraszthy Imre Lajos (Siklós, 1881. október 23. – Kiskundorozsma, 1959. március 16.) magyar költő, újságíró.

## Életrajza
Haraszthy Ferenc iparos és Fábián Mária fia. Először Nagyváradon, utána Debrecenben, majd Kolozsvárott, Szombathelyen, 1908-tól pedig Budapesten munkálkodott mint újságíró. Egy ideig tagja volt a Világ szerkesztőségének, 1919-ben a Szózat munkatársa volt. Az első világháborúig segédszerkesztője volt az Országos Monografiának. Több verse is megjelent a Hárman című antológiában (feleségének, Szederkényi Annának és Göndör Ferencnek prózájával, Kaposvár, 1906), melynek előszavát Ady Endre írta. A harmadik felesége (1941-től) Domokos Anna volt, akitől 1943-ban egy lánya született, Haraszthy Blanka.

## Főbb művei
- Virágfakadás (versek, Nagyvárad, 1901)
- Aki vagyok (versek, 1921)
- Egyedül a titokkal (versek, 1933)